# Liste der Kreisstraßen im Landkreis Straubing-Bogen
Die Liste der Kreisstraßen im Landkreis Straubing-Bogen ist eine Auflistung der Kreisstraßen im bayerischen Landkreis Straubing-Bogen mit deren Verlauf.

## Abkürzungen
- CHA: Kreisstraße im Landkreis Cham
- DEG: Kreisstraße im Landkreis Deggendorf
- DGF: Kreisstraße im Landkreis Dingolfing-Landau
- LA: Kreisstraße im Landkreis Landshut
- R: Kreisstraße im Landkreis Regensburg
- REG: Kreisstraße im Landkreis Regen
- SR: Kreisstraße im Landkreis Straubing-Bogen
- SRs: Kreisstraße in der kreisfreien Stadt Straubing
- St: Staatsstraße in Bayern

## Liste
Nicht vorhandene bzw. nicht nachgewiesene Kreisstraßen werden in Kursivdruck gekennzeichnet, ebenso Straßen und Straßenabschnitte, die unabhängig vom Grund (Herabstufung zu einer Gemeindestraße oder Höherstufung) keine Kreisstraßen mehr sind.
Der Straßenverlauf wird in der Regel von Nord nach Süd und von West nach Ost angegeben.
| Nr. SR | Verlauf |
| ------ | --- |
| SR 1   | (Landkreis Regensburg) – Landkreisgrenze – Radldorf – SR 20 – Bergstorf – in Rinkam |
| SR 2   | St 2111 in Hainsbach – Hainsbach-Ost – SR 65 – Metting – SR 18 – SR 23 – SR 32 – SR 11 – Feldkirchen – Landkreisgrenze – (SRs 2 in Straubing) |
| SR 3   | St 2125 in Bogen – SR 4 – Bärndorf – St 2139 – Waltersdorf – SR 29 – Rankam – Meidendorf – SR 49 – SR 70 – Perasdorf – St 2147 in Hintersollach |
| SR 4   | SR 13 – Roßhaupten – Edt – Haselbach – St 2140 – Unterwiesing – Oberwiesing – Hofstetten – St 2147 – Wiespoint – Hinterbuchberg – Vorderbuchberg – Großlintach – SR 71 – SR 3 in Bogen                                                                    |
| SR 5   | /St 2142 in Aiterhofen – Niederharthausen – SR 72 – Lindhof – Niederast – SR 22 – in Straßkirchen |
| SR 6   | St 2140 – Scheibelsgrub – Steinrießl – Kreuzkirchen – Weidenhofen – Niedermenach – SR 8 in Furth |
| SR 7   | SR 14 in Reißing – SR 72 – Münchshöfen – SR 9 – Fierlbach – Paitzkofen – SR 31 – Straßkirchen – Irlbach an der Donau – SR 12 – Landkreisgrenze – (DEG 4 im Landkreis Deggendorf)                                                                          |
| SR 8   | SR 15 in Parkstetten – Krottenlohe – Friedenhain – Oberharthof – Wiedenhof – SR 16 – Wolfsdrüssel – Helmberg – Steinach – St 2140 – Pellham – SR 62 – Hoerabach – Mückenwinkling – Furth – SR 6 – St 2125                                                 |
| SR 9   | SR 23 in Salching – Oberpiebing – Riedling – Meindling – Oberschneiding – SR 72 – Kleintaiding – SR 7 – Münchshöfen – Fierlbach – Münchsdorf – SR 27 – Büchling – Landkreisgrenze – (DGF 27 im Landkreis Dingolfing-Landau)                               |
| SR 10  | SR 26 in Aholfing – Obermotzing – Niedermotzing – Landstorf – Landkreisgrenze – (SRs 10 in Straubing) |
| SR 11  | SR 2/SR 32 in Feldkirchen – Mitterharthausen – Ehethal – St 2141 – SR 23 – Geltolfing – Aiterhofen – SR 5 – Landkreisgrenze – (SRs 11 in Straubing) |
| SR 12  | (SRs 12 in Straubing) – Landkreisgrenze – SR 22 – Ainbrach – Entau – SR 7 in Irlbach |
| SR 13  | St 2147 – Wäscherszell – Neundling – Haunkenzell – Euersdorf – St 2326 – SR 68 – Herrnfehlburg – SR 4 – Dammersdorf – Irschenbach – Prünstfehlburg – St 2140 – Krottenholz – SR 41 – Hartmannsgrub – Elisabethszell – Inderbogen – St 2139 in Neukirchen  |
| SR 14  | (DGF 18 im Landkreis Dingolfing-Landau) – Landkreisgrenze – SR 30 – St 2114 – Hailing – SR 18 – Hankofen – SR 17 – Schnatting – Reißing – SR 7 – Landkreisgrenze – (DGF 5 im Landkreis Dingolfing-Landau)                                                 |
| SR 15  | St 2125 – Fischerdorf – SR 8 – Parkstetten – SR 62 – Unterparkstetten – St 2125 |
| SR 16  | St 2125 in Kirchroth – Thalstetten – Münster – SR 8 in Wiedenhof |
| SR 17  | SR 9 – Grünberg – Hankofen – SR 14 – Frauenholz – Sondergai – Landkreisgrenze – (DGF 39 im Landkreis Dingolfing-Landau) |
| SR 18  | St 2142 – Oberharthausen – Pönning – SR 23 – Metting – SR 2 – Eschlbach – SR 65 – Leiblfing – St 2141 – Kaltenbrunn – St 2114 – Rutzenbach – Mundlfing – SR 14                                                                                            |
| SR 19  | (SRs 19 in Straubing) – Landkreisgrenze – Amselfing – Schambach – SR 22 – in Straßkirchen |
| SR 20  | St 2142 in Perkam – Pilling – Radldorf – SR 1 – Wiesendorf – Rain – Flugplatz Straubing – Landkreisgrenze – (SRs 20 in Straubing) |
| SR 21  | St 2139 in Sankt Englmar – Haigrub – Hauersäge – Mühlbogen – St 2147 in Hintersollach |
| SR 22  | St 2125/St 2139 in Huttenhof – SR 12 – SR 19 – Niederast – SR 5 |
| SR 23  | St 2142 in Perkam – Oberholzen – Gunting – Pönning – SR 18 – Neufang – SR 2 – Gundhöring – Opperkofen – SR 32 – St 2141 – Salching – SR 9 – Piering – SR 11 in Geltolfing                                                                                 |
| SR 25  | (DGF 45 im Landkreis Dingolfing-Landau) – Landkreisgrenze – Schwimmbach – St 2141 |
| SR 26  | SR 10 in Aholfing – Puchhof – in Rain |
| SR 27  | St 2325 – Peinkofen – Münchsdorf – SR 9 – Büchling – Neuhausen – Landkreisgrenze – (DGF 26 im Landkreis Dingolfing-Landau) |
| SR 28  | (R 44 im Landkreis Regensburg) – Landkreisgrenze – Pillnach – Leiten – Obermiethnach – SR 63 – Krumbach – St 2148 – Saulburg – SR 64 – Geßmannszell – Falkenfels – SR 68 in Ascha                                                                         |
| SR 29  | SR 3 – Degernbach – Grafenberg – Frammelsberg – Gaißing – Schwarzach – St 2147 – Lindforst – SR 33 – Haid bei Lindforst – Landkreisgrenze – (DEG 43 im Landkreis Deggendorf)                                                                              |
| SR 30  | SR 14 in Hailing – Landkreisgrenze – (DGF 23 im Landkreis Dingolfing-Landau) |
| SR 31  | SR 72 – Taiding – Niederschneiding – Haberkofen – SR 7 |
| SR 32  | SR 2/SR 11 in Feldkirchen – Opperkofen – SR 23 – St 2141 |
| SR 33  | St 2147 in Niederwinkling – SR 29 – Albertsried – Amosried – Pitzenfeld – Absetz – Landkreisgrenze – (DEG 2 im Landkreis Deggendorf) |
| SR 34  | St 2125 in Welchenberg – Buglau – Seiderau – Loham – SR 35 – Hundldorf – Sommersdorf – Landkreisgrenze – (DEG 15 im Landkreis Deggendorf) |
| SR 35  | St 2125 – Breitenhausen – Burgstall – SR 34 – Mariaposching – Donaufähre – Landkreisgrenze – (DEG 13 im Landkreis Deggendorf) |
| SR 36  | SR 7 in Irlbach an der Donau – SR 12 – Donau – Waltendorf – SR 34 |
| SR 37  | (CHA 53 im Landkreis Cham) – Landkreisgrenze – Grub – Obergschwandt – Untergschwandt – Wies – St 2326 – Bruckhof – SR 38 – Unterholzen – Gneißen – Redlmühl – Klingldorf – SR 40 – Klinglbach – SR 40 – St 2139 in Grün                                   |
| SR 38  | St 2326 in Kleinbruck – SR 37 – Rattenberg – Siegersdorf – Steinachern – Ödhof – SR 40 in Kolmberg |
| SR 39  | Weberhäusl – St 2326 |
| SR 40  | SR 13 – Schuhchristleger – Maibrunn – Zellwies – Grün – SR 37 – Klinglbach – Klingldorf – Kolmberg – SR 38 – Landkreisgrenze – (REG 6 im Landkreis Regen)                                                                                                 |
| SR 41  | SR 13 in Krottenholz – Haibach – Semmersdorf – Bonholz – SR 42 |
| SR 42  | SR 4 – SR 41 – Landasberg – Mitterkogl – Sparr – Pürgl – SR 13 |
| SR 43  | – Edenhof – SR 67 – Geiersberg – Gossersdorf – Auggenbach – St 2140 |
| SR 45  | (CHA 12 im Landkreis Cham) – Landkreisgrenze – Höhenstadl – Rottensdorf – SR 68 in Au bei Rißmannsdorf |
| SR 46  | (R 7 im Landkreis Regensburg) – Landkreisgrenze – Oberroith – Öd – Bogenroith – St 2148 – Wiesenfelden – Engelbarzell – Mittnach – Zinzenzell – St 2147 – Zimberg – Schönstein – St 2326 in Stallwang                                                     |
| SR 47  | (CHA 21 im Landkreis Cham) – Landkreisgrenze – Heißenzell – Höhenberg – St 2148 |
| SR 49  | St 2139 in Hunderdorf – Windberg – Irensfelden – SR 3 in Meidendorf |
| SR 50  | (R 40 im Landkreis Regensburg) – Landkreisgrenze – Allkofen – SR 51 – SR 52 – Habelsbach – Laberweinting – St 2142 – Ruhstorf – Weichs – Osterham – SR 55 – Hofkirchen – Haimelkofen – Bruckhof – SR 57 – Landkreisgrenze – (LA 28 im Landkreis Landshut) |
| SR 51  | SR 50 – Wallkofen – Malchesing – St 2111 |
| SR 52  | SR 50 – Eitting – Obergallhofen – Gallhofen – Sallach – Lohmühle – St 2111 |
| SR 53  | St 2142 in Geiselhöring – Hadersbach – Franken – Neuhofen – SR 55 – Landkreisgrenze – (DGF 42 im Landkreis Dingolfing-Landau) |
| SR 54  | St 2142 in Ettersdorf – SR 55 – Hainthal – SR 57 – Landkreisgrenze – (LA 15 im Landkreis Landshut) |
| SR 55  | SR 54 – Hofkirchen – SR 50 – Osterham – Neuhofen – SR 53 – Landkreisgrenze – (DGF 41 im Landkreis Dingolfing-Landau) |
| SR 56  | St 2142 in Pfaffenberg – SR 56 – Niederlindhart – Klause – Oberellenbach – SR 57 – Landkreisgrenze – (LA 42 im Landkreis Landshut) |
| SR 57  | (LA 25 im Landkreis Landshut) – Landkreisgrenze – Oberellenbach – SR 56 – Unterellenbach – SR 54 – Stiersdorf – SR 50 |
| SR 58  | (R 47 im Landkreis Regensburg) – Landkreisgrenze – Oberhaselbach – Mitterhaselbach – Unterhaselbach – Steinrain – St 2142 |
| SR 59  | (R 46 im Landkreis Regensburg) – Landkreisgrenze – Upfkofen – SR 61 – Scharn – SR 60 – St 2142 in Mallersdorf |
| SR 60  | (R 45 im Landkreis Regensburg) – Landkreisgrenze – Hörgelsdorf – Holztraubach – SR 59 – Kreuth – Grafentraubach – St 2142 |
| SR 61  | (R 43 im Landkreis Regensburg) – Landkreisgrenze – SR 59 in Upfkofen |
| SR 62  | St 2140 in Dunk – SR 8 – Agendorf – Unterparkstetten – SR 15 – Parkstetten – St 2125 |
| SR 63  | SR 28 in Obermiethnach – St 2125 |
| SR 64  | SR 28 – Altenhofen – Neuroth – Aufroth – St 2148 – St 2125 in Kirchroth |
| SR 65  | SR 2 in Hainsbach-Ost – Haidersberg – SR 18 in Eschlbach |
| SR 66  | (LA 60 im Landkreis Landshut) – Landkreisgrenze – Oberlindhart – SR 56 – Niederlindhart – St 2142 in Mallersdorf |
| SR 67  | SR 43 in Edenhof – Gittensdorf – Loitzendorf – SR 69 – SR 68 in Utzmannsdorf |
| SR 68  | in Rißmannsdorf – Au bei Rißmannsdorf – SR 45 – SR 67 – Stallwang – St 2326 – SR 46 – SR 13 – Rattiszell – Ramling – Ascha – St 2147 – SR 28 – Au bei Ascha – Gschwendt – Wolfsberg – Wolferszell –                                                       |
| SR 69  | SR 67 in Loitzendorf – Untermannbach – St 2326 in Landorf |
| SR 70  | St 2147 – Untermühlbach – Schellnbach – SR 3 |
| SR 71  | St 2125 in Oberalteich – Furth – Kleinlintach – SR 4 – St 2139 in Hunderdorf |
| SR 72  | SR 5 in Niederharthausen – Wolferkofen – Siebenkofen – SR 31 – Oberschneiding – SR 9 – Niederwalting – SR 7 – Landkreisgrenze – (DGF 6 im Landkreis Dingolfing-Landau)                                                                                    |

## Quelle
OpenStreetMap: Landkreis Straubing-Bogen – Landkreis Straubing-Bogen im OpenStreetMap-Wiki